# Orestes Quintana
Orestes Demóstenes Homero Quintana y Vigo (Barcellona, 1880 – Barcellona, 4 aprile 1909) è stato un canottiere spagnolo.
Partecipò ai Giochi della II Olimpiade che si svolsero a Parigi nel 1900. Prese parte alla gara di quattro con, in cui giunse ottavo.
Morì a soli 27 anni a causa di una tubercolosi.